# HD 12042
HD 12042，又名CP-52 242，SAO 232581、HR 573，是一颗恒星，视星等为6.1，位于銀經280.76，銀緯-62.45，其B1900.0坐标为赤經1h 53m 11.2s，赤緯-52° -62.45′ 41″。